# Andreas Heuer
Andreas Heuer (* 27. November 1959) ist ein deutscher Autor und Lehrer.
Er machte 1980 das Abitur an der Herderschule Kassel. Nach dem Studium der Fächer Geschichte, Philosophie und Romanistik an der Universität Hamburg und an der Universität Bordeaux legte er 1986 sein Erstes Staatsexamen ab. Anschließend war er für drei Jahre als wissenschaftlicher Mitarbeiter an der Universität Hamburg an einem Forschungsprojekt der Universitäten Hamburg, Dakar (Senegal) und Abdidjan (Elfenbeinküste) unter der Leitung von Leonhard Harding tätig. 
1988 wurde er mit der Arbeit Exporthandel, Handelshäuser und Händler an der Elfenbeinküste von 1880–1939 promoviert. Von 1990 bis 1995 und von 1997 bis 1999 lehrte er als Gastprofessor am Fachbereich Germanistik der Kangwon Nationaluniversität, der Hannam Universität und der Hongik Universität in Südkorea. 1999 erfolgte der Eintritt in den hessischen Schuldienst. 
Von 2002 bis 2008 war er Lehrer an der Deutschen Botschaftsschule Peking. Seit 2008 arbeitet er an dem Georg-Christoph-Lichtenberg-Gymnasium. Von 2009 bis 2010 hatte er einen Lehrauftrag am Fachbereich Didaktik der Geschichte der Universität Kassel. 
In den 1990er Jahren veröffentlichte er in Korea Artikel, die sich mit der politischen Philosophie der Neuzeit und einem Vergleich zwischen westlicher und östlicher Philosophie auseinandersetzen. Seit  2009 folgen Veröffentlichungen, die das westliche Geschichtsdenken und den Begriff der Weltgeschichte kritisch reflektieren. 
Geschichtsbewusstsein ist nach Heuer ein Begriff in der Geschichtsdidaktik, der zu wenig die historischen Veränderungen der letzten Jahrzehnte reflektiert. Er fordert, dass die Themen Aufstieg Chinas, multipolare Welt und Informationsgesellschaft im Rahmen des organisierten historischen Lernens stärker berücksichtigt werden. Bezüglich des historischen Denkens plädiert er für ein Überdenken des Begriffs Weltgeschichte, der in den Begriff Welt-Geschichten aufgelöst werden sollte.

## Schriften
- Exporthandel, Handelshäuser und Händler an der Elfenbeinküste von 1880-1939. Verlag an der Lottbek, Ammersberg bei Hamburg 1989, ISBN 3-926-987-27-8.
- Das Dao Dejing als politische Theorie. Grin Verlag, Norderstedt 2009, ISBN 978-3-640-42147-3.
- Carl Schmitt. Die Dialektik der Moderne. Von der europäischen zur Welt-Moderne. Duncker&Humblot, Berlin 2010, ISBN 978-3-428-13310-9.
- The theologico-political foundation of modernity as a political problem. Grin Verlag, Norderstedt 2011, ISBN 978-3-640-92959-7.
- Geschichtsbewusstsein. Entstehung und Auflösung zentraler Annahmen westlichen Geschichtsdenkens. Wochenschau Verlag, Schwalbach/Ts. 2011, ISBN 978-3-899-74701-0.
- Die Geburt des modernen Geschichtsdenkens in Europa. Duncker&Humblot, Berlin 2012, ISBN 978-3-428-13799-2.
- Globales Geschichtsbewusstsein. Die Entstehung der multipolaren Welt vom 18. Jahrhundert bis in die Gegenwart. LIT Verlag, Berlin 2012, ISBN 978-3-643-11641-3.
- Nachdenken über Geschichte. Hegel, Droysen, Troeltsch, Löwith, Strauss. Duncker&Humblot, Berlin 2013, ISBN 978-3-428-13999-6.
- Öffentliche Philosophie (Wissenschaftliche Abhandlungen und Reden zur Philosophie, Politik und Geistesgeschichte (PPG), Band 77), Duncker&Humblot, Berlin 2014, ISBN 978-3-428-14270-5.
- Moralisch Denken. Einführende Gedanken zur philosophischen Ethik, LIT Verlag, Berlin 2015, ISBN 978-3-643-12868-3.
- Die Machtübertragung an Hitler. Eine Rekonstruktion anhand von Zeitungsartikeln und Dokumenten, LIT Verlag, Berlin 2015, ISBN 978-3-643-13067-9.
- Carl Schmitt und die Krise des gegenwärtigen Liberalismus, LIT Verlag, Berlin 2019, ISBN 978-3-643-14469-0.

| Personendaten    | Personendaten              |
| ---------------- | -------------------------- |
| NAME             | Heuer, Andreas             |
| KURZBESCHREIBUNG | deutscher Autor und Lehrer |
| GEBURTSDATUM     | 27. November 1959          |
| GEBURTSORT       | Kassel                     |